# Mikojan-Gurewitsch MiG-27
Die Mikojan-Gurewitsch MiG-27 (russisch Микоян-Гуревич МиГ-27, NATO-Codename Flogger-D) ist ein einstrahliges Kampfflugzeug, das zur Zeit des Kalten Krieges in der Sowjetunion entwickelt wurde. Sie ist eine weiterentwickelte Jagdbombervariante der MiG-23.

## Geschichte
Ende der 1960er-Jahre befasste man sich in der Sowjetunion mit der Entwicklung eines Kampfflugzeugs, das Bodenziele bekämpfen und tiefe Schläge gegen feindliche Positionen bei Tag ausführen sollte. Weitere Anforderungen war eine möglichst große Unempfindlichkeit gegen Zielerfassungs-Störversuche und eine ausreichende Fähigkeit zum Kampf gegen feindliche Flugzeuge. 1969 begannen die konkreten Arbeiten an einer Weiterentwicklung der MiG-23. Am 20. August 1970 hatte die Jagdbomberversion MiG-23B mit Pjotr M. Ostapenko an Bord ihren Erstflug und am 17. November 1972 flog der erste Prototyp 32-25 der anfangs noch MiG-23BM genannten MiG-27 mit Waleri E. Menizki an Bord zum ersten Mal. Die größten Unterschiede zur MiG-23B/BN waren die nicht verstellbaren Lufteinläufe mit kürzeren Grenzschichtschneiden, die sechsläufige 30-mm-Maschinenkanone (die anfangs Probleme mit der Munitionszuführung hatte) und eine auf vier Tonnen erhöhte Waffenlast. Die Serienfertigung begann 1973 im staatlichen Flugzeugwerk Nr. 39 in Irkutsk parallel zur dortigen MiG-23-Produktion und im Februar 1975 wurde das Modell als MiG-27 offiziell in die Bewaffnung der sowjetischen Luftstreitkräfte übernommen.
Im Vergleich zur MiG-23 war die Front des neuen Flugzeugs komplett umkonstruiert worden, um dem Piloten eine bessere Sicht zu ermöglichen. Weiterhin wurden ein Geländefolgeradar, ein neues Laser-Zielsuchsystem und ein neues Fahrwerk eingebaut, mit dem die Maschine auch auf Behelfsbahnen starten und landen konnte. Dafür fiel jedoch das Luft-Luft-Radar weg. Außerdem wurden die Außenlaststationen für Waffen anders angeordnet.
In der Praxis erwies sich die MiG-27, vor allem die Variante K, als eine der leistungsfähigsten sowjetischen Flugzeugentwicklungen. Allerdings stießen auch hervorragend ausgebildete Piloten angesichts der Vielfalt ihrer technischen Möglichkeiten an ihre Grenzen. Westliche Militärexperten gehen davon aus, dass die Möglichkeiten des Flugzeuges eigentlich nur von einer zweiköpfigen Besatzung vollständig hätten ausgeschöpft werden können.

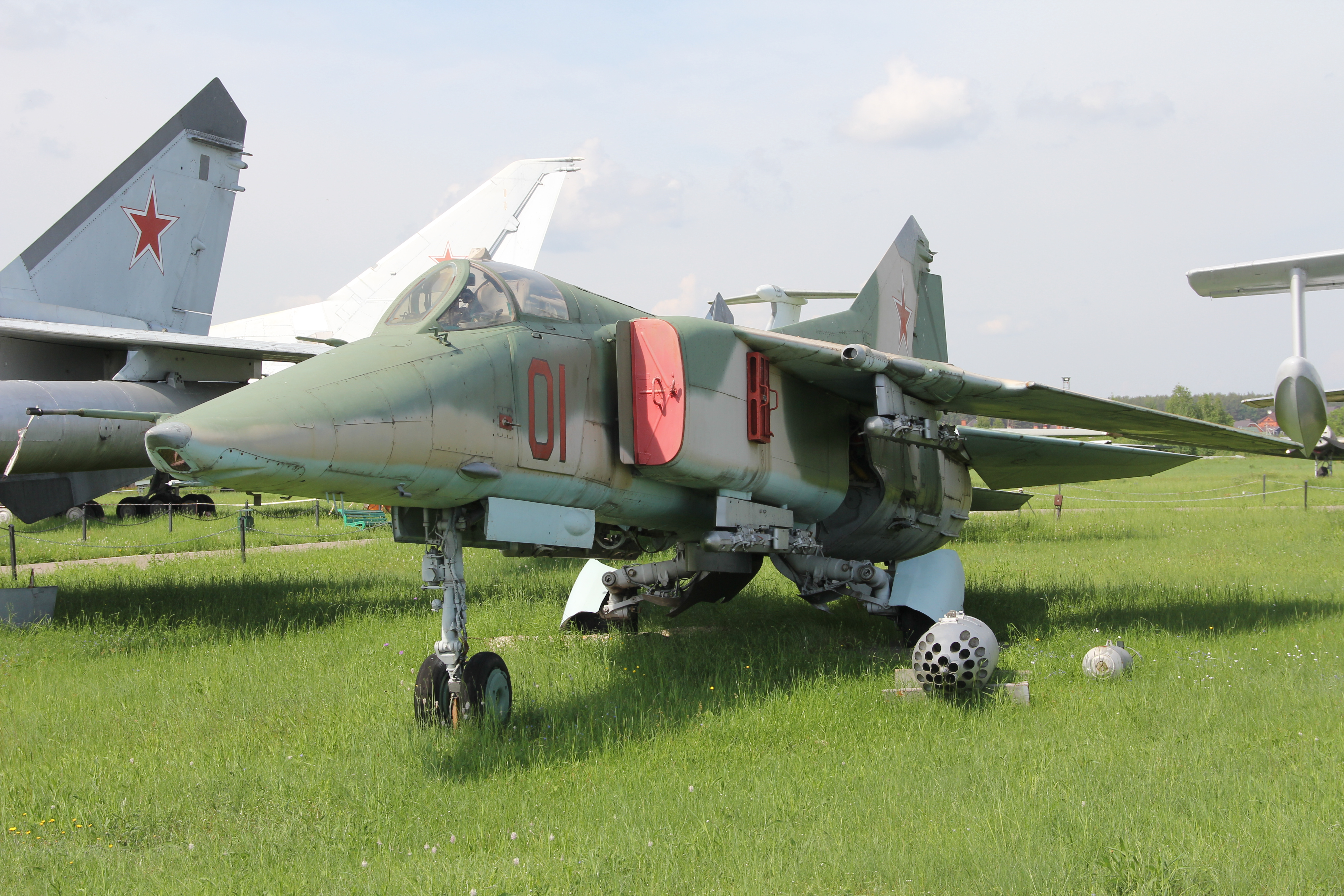
Mikojan-Gurewitsch MiG-27

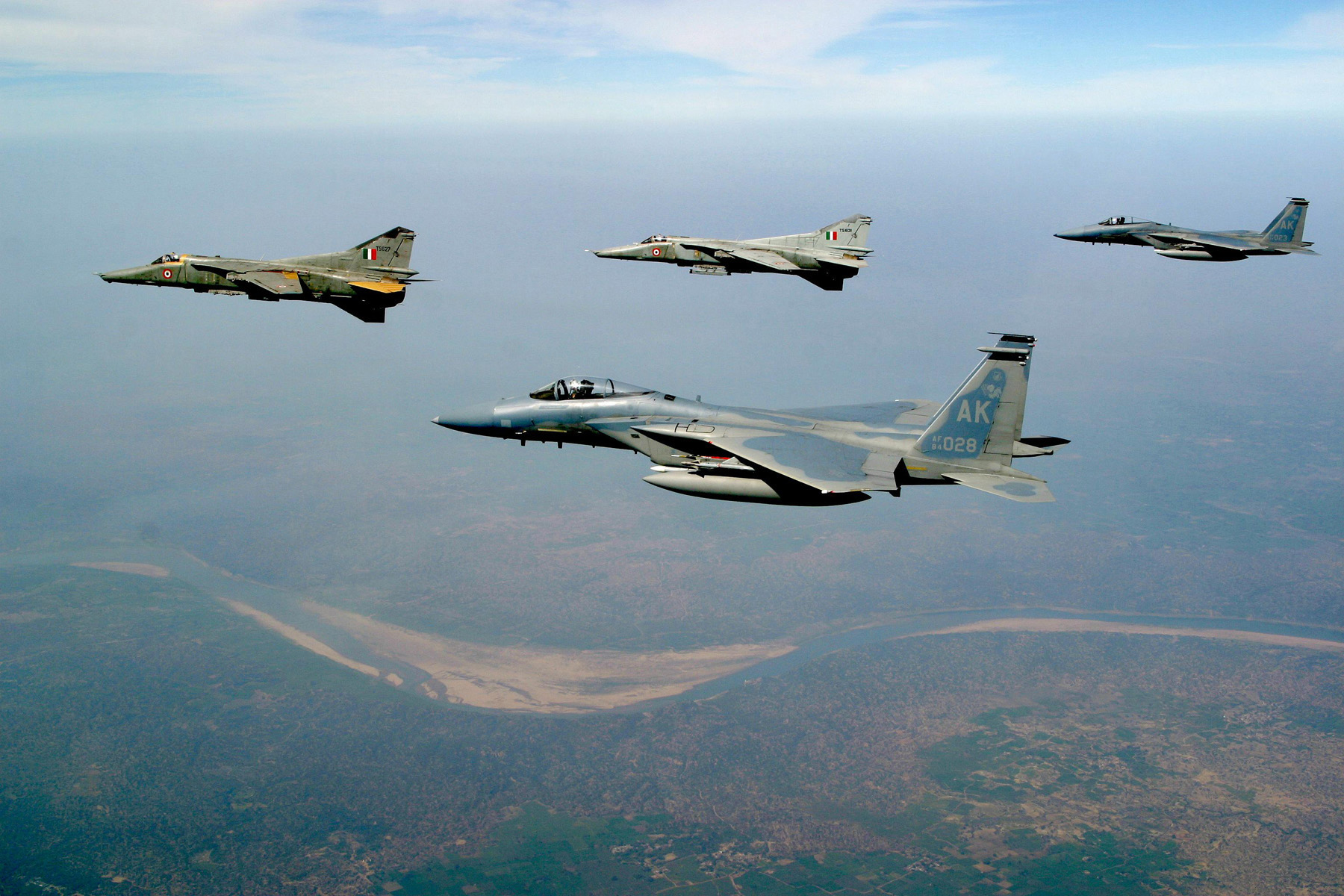
Zwei indische MiG-27 und zwei F-15C der US Air Force

Es gab verschiedene Versionen der MiG-27, die jeweils aufgerüstet waren, um die neuesten sowjetischen Waffensysteme zu tragen: Die MiG-27BM (ab 1973) mit verbesserten Flugeigenschaften, die MiG-27BK (ab 1974) für Einsätze mit großer Eindringtiefe über gegnerischem Territorium (neue Navigations-, Warn-, Stör- und Angriffssysteme mit Digitalcomputern), die MiG-27K (ab 1977) als Jagdbomber, die MiG-27M (ab 1978), eine billigere und einfachere Version, die MiG-27M (ab 1982) als letzte und modernste Version des Flugzeugs. Gleichzeitig wurden ältere MiG-27 ab 1982 modernisiert und danach mit dem Kürzel MiG-27D versehen. Die MiG-27J verfügt über ein gepanzertes Cockpit und über eine stark vergrößerte Waffenkapazität.
Im Irkutsker Flugzeugwerk, dem einzigen Produktionsort für die MiG-27, lief die letzte Maschine 1986 vom Band. Mittlerweile wurden sämtliche MiG-27 der russischen Luftstreitkräfte ausgemustert. Allerdings wurden die Maschinen nicht verschrottet, sondern größtenteils eingelagert. Technisch geringerwertig ausgerüstete MiG-27 wurden zu Sowjetzeiten exportiert und befinden sich noch in den Arsenalen zahlreicher Staaten. Indien baute ab 1986 in Lizenz ein Modell namens Bahadur (modernisierte MiG-27M) in 165 Exemplaren nach. Die letzten davon wurden am 27. Dezember 2019 außer Dienst gestellt. Vermutlich gab es auch chinesische Versuche, die MiG-27 zu kopieren. Das Projekt unter der Bezeichnung Q-6 ging jedoch nie in Serienproduktion.

## Varianten
- MiG-27 (MiG-23BM, „Flogger-D“) – erste Serienversion, Projektbezeichnung „32-25“, 360 Stück gebaut
- MiG-27D („Flogger“) – auf den „M“-Status modernisierte MiG-27 der ersten Serie, 304 Stück umgerüstet
- MiG-27H – kampfwertgesteigerte indische Version mit verbesserter Avionik, Litening-Zielbehälter und Elta EL/L-8222-Störbehälter
- MiG-27K („Flogger-J2“) – mit „Kaira“-Laser-Zielbeleuchter, Projektbezeichnung „32-26“, 197 Stück gebaut
- MiG-27L („Flogger“) – kampfwertgesteigerte indische Exportvariante, auch als MiG-27M „Bahadur“ bezeichnet
- MiG-27M („Flogger-J“) – mit Laserentfernungsmesser und Zielbeleuchtungseinrichtung „Klen-PM“, Projektbezeichnung „32-29“, 162 Stück gebaut

## Nutzer
- Kasachstan: Bis mindestens 2022. Einige MiG-27 wurden im Herbst 2023 an Schrotthändler verkauft. Der Newsartikel zu diesem Verkauf erwähnte keine MiG-27 mehr im Dienste Kasachstans.[4]

## Ehemalige Nutzer
- Indien
- Russland
- Sowjetunion
- Sri Lanka
- Ukraine

## Technische Daten
| Kenngröße                                       | Daten (MiG-27)                                                        | Daten (MiG-27K)                                                       | Daten (MiG-27M)                                                       |
| ----------------------------------------------- | --------------------------------------------------------------------- | --------------------------------------------------------------------- | --------------------------------------------------------------------- |
| Besatzung                                       | 1                                                                     | 1                                                                     | 1                                                                     |
| Länge (mit Staurohr)                            | 14,040 m                                                              | 17,140 m                                                              | 17,070 m                                                              |
| Spannweite                                      | 13,965 m bei 16° Pfeilung 7,779 m bei 72° Pfeilung                    | 13,965 m bei 16° Pfeilung 7,779 m bei 72° Pfeilung                    | 13,965 m bei 16° Pfeilung 7,779 m bei 72° Pfeilung                    |
| Höhe                                            | 5,770 m                                                               | 5,770 m                                                               | 5,770 m                                                               |
| Flügelfläche                                    | 37,270 m² bei 16° Pfeilung 34,160 m² bei 72° Pfeilung                 | 37,270 m² bei 16° Pfeilung 34,160 m² bei 72° Pfeilung                 | 37,270 m² bei 16° Pfeilung 34,160 m² bei 72° Pfeilung                 |
| Flügelstreckung                                 | 5,2 bei 16° Pfeilung 2,1 bei 72° Pfeilung                             | 5,2 bei 16° Pfeilung 2,1 bei 72° Pfeilung                             | 5,2 bei 16° Pfeilung 2,1 bei 72° Pfeilung                             |
| Leermasse                                       | 11.030 kg                                                             | 11.860 kg                                                             | 11.256 kg                                                             |
| Zuladung                                        | 4.000 kg Munition 4.530 kg (5.238 l) Treibstoff (ohne Zusatzbehälter) | 4.000 kg Munition 4.530 kg (5.238 l) Treibstoff (ohne Zusatzbehälter) | 4.000 kg Munition 4.530 kg (5.238 l) Treibstoff (ohne Zusatzbehälter) |
| Startmasse                                      | normal 16.070 kg maximal 19.560 kg                                    | normal 16.900 kg maximal 20.390 kg                                    | normal 16.270 kg maximal 19.786 kg                                    |
| Triebwerk                                       | 1 × Tumanski R-29B-300 mit maximal 112,81 kN Schub (Nachbrenner)      | 1 × Tumanski R-29B-300 mit maximal 112,81 kN Schub (Nachbrenner)      | 1 × Tumanski R-29B-300 mit maximal 112,81 kN Schub (Nachbrenner)      |
| Höchstgeschwindigkeit                           | 1800 km/h (1350 km/h in geringer Höhe)                                |                                                                       |                                                                       |
| Startgeschwindigkeit bei max. Startmasse        | 295 km/h                                                              | 295 km/h                                                              | 315 km/h                                                              |
| Landegeschwindigkeit bei max. Landemasse        | 255 km/h                                                              | 260 km/h                                                              | 260 km/h                                                              |
| Dienstgipfelhöhe                                | praktisch 15.600 m                                                    | praktisch 15.600 m                                                    | praktisch 15.600 m                                                    |
| max. Reichweite (3 Zusatzbehälter mit je 800 l) | 2.220 km                                                              | 2.200 km                                                              | 2.200 km                                                              |
| Startstrecke                                    | 900 m                                                                 | 950 m                                                                 | 950 m                                                                 |
| Landestrecke mit Bremsschirm                    | 800 m                                                                 | 850 m                                                                 | 850 m                                                                 |

## Bewaffnung
Festinstallierte Bewaffnung im Bug

Dreiseitenriss

- 1 × sechsläufige 30-mm-Kanone Grjasew-Schipunow GSch-6-30 mit 260 Schuss Munition[6]

Waffenzuladung von 4.000 kg an neun Außenlaststationen
Luft-Luft-Lenkflugkörper
- Wympel R-60 infrarotgelenkte Kurzstreckenraketen zur Selbstverteidigung[7][8]
- diverse[9]

Luft-Boden-Lenkflugkörper
- 2 × APU-68UM-Startschiene für je 1 × Swesda Ch-23M (AS-7 „Kerry“) – funkferngesteuert (Lenkanlage: DELTA)
- 2 × APU-68UM3-Startschiene für je 1 × Swesda Ch-25MR (AS-10 „Karen-A“) – funkferngesteuert (Lenkanlage: DELTA)
- 2 × AKU-58-Startschiene für je 1 × GosMKB Wympel Ch-29L (AS-14 „Kedge“) – lasergelenkt
- 2 × AKU-58-Startschiene für je 1 × GosMKB Wympel Ch-29T/TE (AS-14 „Kedge“) – fernsehgelenkt
- 2 × AKU-58-Startschiene für je 1 × MKB Raduga Ch-59 „Owod“ (AS-13 „Kingbolt“) – Marschflugkörper

Ungelenkte Luft-Boden-Raketen
- 4 × UB-32-A73-Raketen-Rohrstartbehälter für je 32 × ungelenkte S-5-Luft-Boden-Raketen; Kaliber 57 mm
- 4 × B-8M1-Raketen-Rohrstartbehälter für je 20 × ungelenkte S-8-Luft-Boden-Raketen; Kaliber 80 mm
- 4 × APU-68UM3-Raketen-Startschiene für je eine ungelenkte S-24B-Luft-Boden-Rakete; Kaliber 240 mm

Gelenkte Bomben
- 2 × Region JSC KAB-500L (lasergelenkte 500-kg-Bombe)

Ungelenkte Bomben
- 18 × Basalt FAB-100 (100-kg-Freifallbombe)
- 6 × Basalt FAB-250 (250-kg-Freifallbombe)
- 6 × RBK-250-275 (275-kg-Streubombe)
- 6 × ODAB-500 (500-kg-Aerosolbombe)
- 6 × Basalt FAB-500 (500-kg-Freifallbombe)
- 6 × RBK-500 (500-kg-Streubombe)
- 1 × TN-1000 (taktische Freifall-Nuklearbombe)

Externe Behälter
- 2 × Maschinenkanonen-Behälter UPK-23-250 mit je einer doppelläufigen 23-mm-Maschinenkanone Gsch-23L mit 250 Schuss Munition

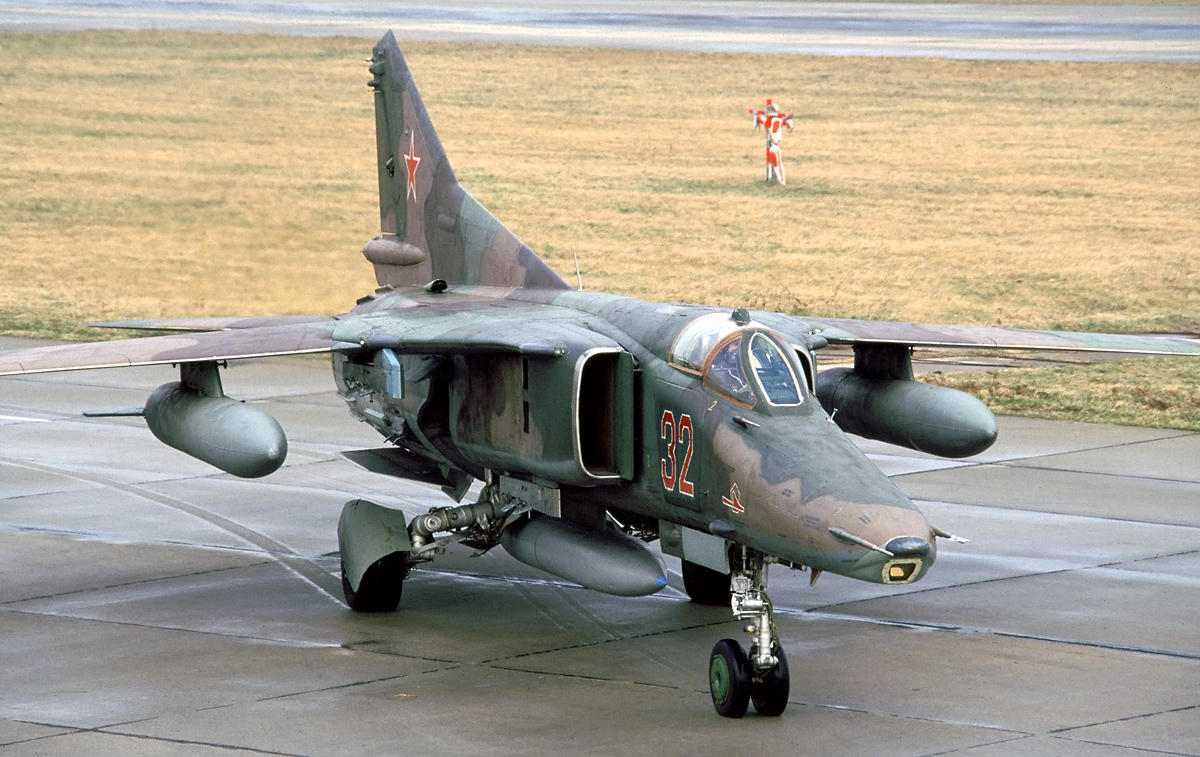
MiG-27 mit Zusatztanks

- 3 × abwerfbarer Zusatztank PTB-800 für 800 Liter Kerosin
- 1 × Tekon/Elektron APK-9E-Funkdatenübertragungsbehälter für Ch-23, Ch-59
- 1 × Litening – Zielbehälter
- 1 × Elta EL/L – 8212 – Störbehälter